# 金星相位

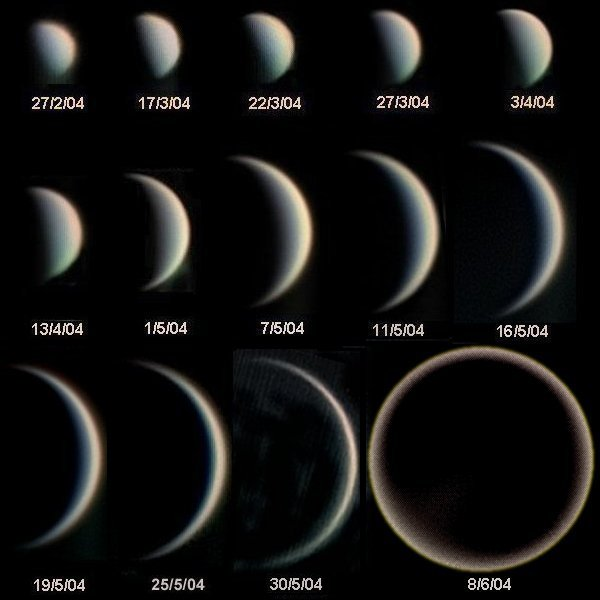
金星的相位和其表觀直徑的變化。

行星金星的相位類似於月相，是這顆行星表面亮面被看見部分的變化。伽利略是首位透過望遠鏡在1610年觀察和記錄下到這種變化。然而，無可置疑的在望遠鏡時代之前，極端的金星月牙形相位已經被肉眼觀測到。

## 觀測
金星的相位是來自以光學望遠鏡觀察軌道在地球內側環繞太陽的行星，看見的被陽光照亮部分，類似於月球相位漸進變化的結果。它呈現滿月的圖像時是在太陽的另一側；當它與太陽成大距時，顯示弦月的圖像。當金星在望遠鏡中呈現彎彎的月牙形狀時，是來到地球與太陽之間，類似於新月的相位。由於金星有大氣層，因此在望遠鏡中看見的"新月"會因為光線的折射而在周圍產生光暈。金星相位完整變化（從"新月"經過"滿月"再呈現"新月"）需要584個地球日，是金星在軌道上超過地球的時間。金星的大小也有顯著的變化，從外合最小的9.9角秒到內合最大的68角秒。當金星與地球的距離在6,800万公里時，它會達到最大亮度，視星等可以達到-4.7等。這時他的相位介於弦月和月牙之間，可見的被照亮部分為28%（這是距離和反照率的組合，大約在軌道上的大距和內合的中間點）。

## 歷史

金星在軌道上的位置相對於地球的圖。

已知第一位完整觀測金星相位變化的是伽利略在1610年底完成，但直到1613年出版成書發表。使用望遠鏡，伽利略可以觀察到金星完整的相位變化，呈現出托勒密系統不能解釋的現象（從地球是不可能看見金星呈現滿月的相位，因為這必須讓金星在軌道上運行至太陽的另一側，而托勒密系統的金星是在地球和太陽之間繞著地球運動）。 這個觀測基本上排除了托勒密系統，只符合哥白尼體系和第谷系統，以及其它的日心模型，像是坎培拉和里喬利擴展的坎培拉模型。

## 註解
1. 1 2  Goines, David Lance. . October 18, 1995  [2010-08-11]. （原始内容存档于2021-05-04）.
2. ↑  .   [2017-03-11]. （原始内容存档于2019-04-04）.
3. ↑   (PDF).   [2017-03-11]. （原始内容存档 (PDF)于2018-03-29）.
4. Williams, David R. . NASA. April 15, 2005  [2007-10-12]. （原始内容存档于2016-03-10）.

## 外部連結
- Observations and Theories of Planetary Motion （页面存档备份，存于）
- The crescent Venus seen with the naked eye （页面存档备份，存于）
- Owen Gingerich - Empirical proof and/or persuasion — lecture on Galileo's observation of the phases of Venus from a renowned historian of science
- YouTube animation of the phases of Venus predicted by the pure geocentric Ptolemaic model  （页面存档备份，存于）
- YouTube animation of the phases of Venus predicted by the heliocentric model (and implicitly also by the geo-heliocentric models such as the Tychonic)  （页面存档备份，存于）